# 痛いの痛いの飛んでいけ
痛いの痛いの飛んでいけ（いたいのいたいのとんでいけ）は、日本でまじないに用いられている言葉。

## 概要
この言葉は、痛がっている幼児をなだめることを目的として唱えられている。
この言葉は、加藤茶によって生み出されたギャグであった。頭で考えるよりもアドリブで生み出されていた。
TOOBOEの曲に『痛いの痛いの飛んでいけ』というのがある。
パーカーズの曲に『痛いの飛んでいけ』というのがある。
MAISONdesの曲に『いたいの、いたいの、とんでいけ』というのがある。